# Nirankar
Dans le sikhisme, Nirankar est un des noms donnés au Très-Haut. Nirankar se traduit par : L'Un sans forme. Dans le livre saint de cette religion, le Guru Granth Sahib, le mot Nirankar est plusieurs fois écrits.
Dieu a divers noms dans le sikhisme: Waheguru veut dire: Professeur merveilleux; Satnam: La Vérité est son nom; Akal Purukh: l'Être Intemporel; Karta Purukh: le Créateur.
Page 3 du Guru Granth Sahib, il est écrit:
ਤੂ  ਸਦਾ  ਸਲਾਮਤਿ  ਨਿਰੰਕਾਰ  
soit:
« Dieu, éternel, inchangeant et sans forme ».
Les Nirankaris sont des fidèles d'une obédience créée eau XIXe siècle et qui voulait remettre de l'ordre dans la foi sikhe. Ce courant bien qu'ayant changé ses préceptes, existe toujours.